# Karsām
Karsām (persiska: كرسام) är en ort i Iran.   Den ligger i provinsen Mazandaran, i den norra delen av landet, 180 km öster om huvudstaden Teheran. Karsām ligger 804 meter över havet och antalet invånare är 193.
Terrängen runt Karsām är kuperad. Runt Karsām är det ganska tätbefolkat, med 111 invånare per kvadratkilometer. Närmaste större samhälle är Konīm, 14,7 km öster om Karsām. I omgivningarna runt Karsām växer i huvudsak blandskog.